# Лютеція
48°51′17″ пн. ш. 2°20′51″ сх. д. / 48.854722222222° пн. ш. 2.3475° сх. д.

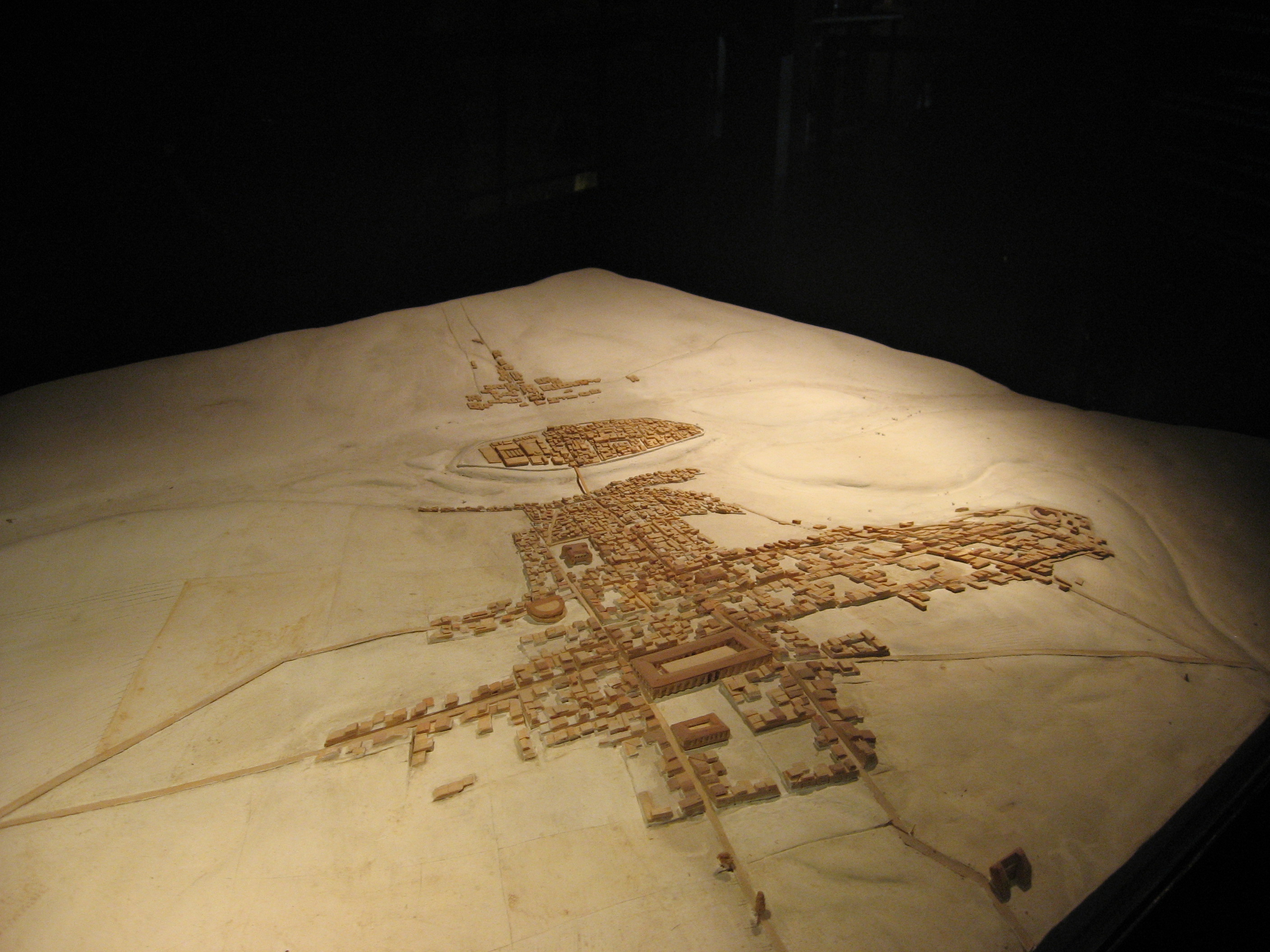
Реконструкція Лютеції, макет

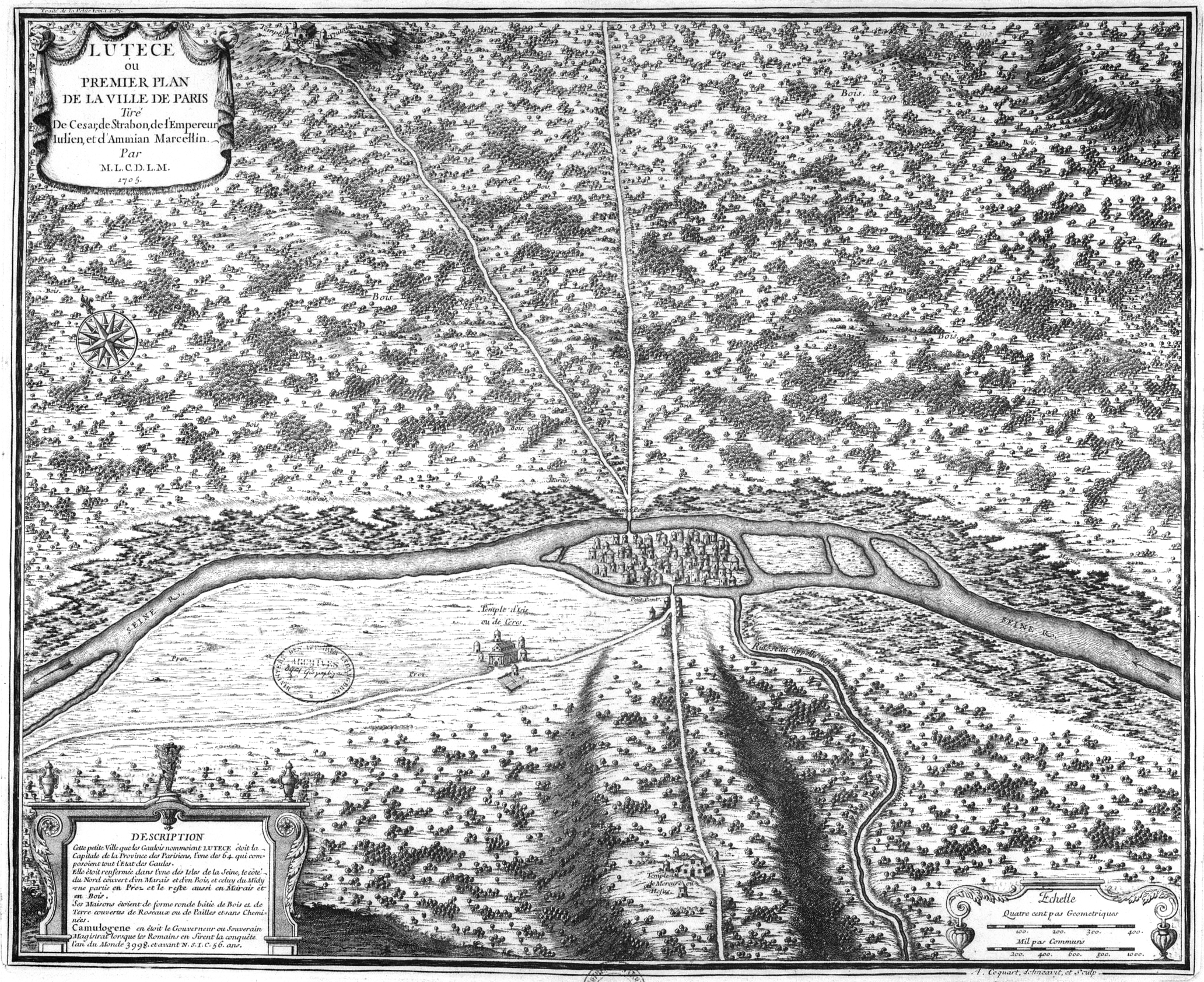
План Лютеції

Лютеція (лат. Lutetia), іноді також Лютеція Паризіоріум (лат. Lutetia Parisiorum) — стародавнє поселення на місці сучасного Парижа. Спочатку Лютеція була поселенням кельтського племені паризіїв, але зберегла свою назву й після захоплення опідуму римлянами. Походження і значення назви достеменно не з'ясоване. Походження назви виводять або з кельтського слова luto-, luteuo- , що означає «болото», або зі слова lucot- («миша»).

## Кельтське поселення
Перші залишки поселення на території Парижа відносяться імовірно до часу 4 000 років до н. е. Знайдені залишки з бронзової та залізної доби. Перша згадка про Лютецію як про поселення на острові можна знайти в 6-ій книзі «Записок про галльську війну» Юлія Цезаря, що датується 53 роком до н. е. Після Цезаря Лютеція була головним поселенням кельтського племені паризіїв, однак нечисленні знахідки археологів не дозволяють встановити точне місце розташування кельтського поселення. Історики припускали, що Лютеція розташовувалася на одному з островів Сени, острові Сіте, але під час розкопок не було знайдено предметів доримського періоду. Археологічні розкопки, проведені в 1994 та 2005 роках ·  ще більше ставлять під сумнів традиційну локалізацію Лютеції на острові Сіте. Під час цих розкопок на території сьогоднішнього Нантерру було знайдено залишки великого поселення площею 15 га, що змушує переоцінити роль поселення на острові Сіте за часів до римської колонізації.
У 2023 році біля паризької залізничної станції відкопали 50 могил давньоримського періоду 

## Римський період
Найстарші знахідки (італійські амфори, фібули), пов'язані з римським періодом після приєднання Галлії до Римської імперії, датовані 40-30 роками до н. е., проте вони дають лише мізерну інформацію про ті часи. Імовірно поселення виникло з військового табору, але досі не знайдені доказів цього факту.
Власне поселення було утворене на початку I століття н. е. Припускають, що воно мало три основні пункти. На лівому березі Сени знаходився один урбанний центр, інший центр розташувався на острові Сіте, а третій — на правому березі Сени — очевидно, передмістя Лютеції. Всі три частини були з'єднані між собою мостами.
План частини міста на лівому березі схожий на шахову дошку з кварталами (інсуліт) розміром 300 × 300 давньоримських пасів (88,8 × 88,8 м), з деякими відхиленнями. Наприклад, з південного сходу Лютецію діагонально перетинала дорога з Ліона, яка веде до центру міста. Лютеція була важливим торговим пунктом, через який проходили торгові шляхи.

## Громадські будівлі

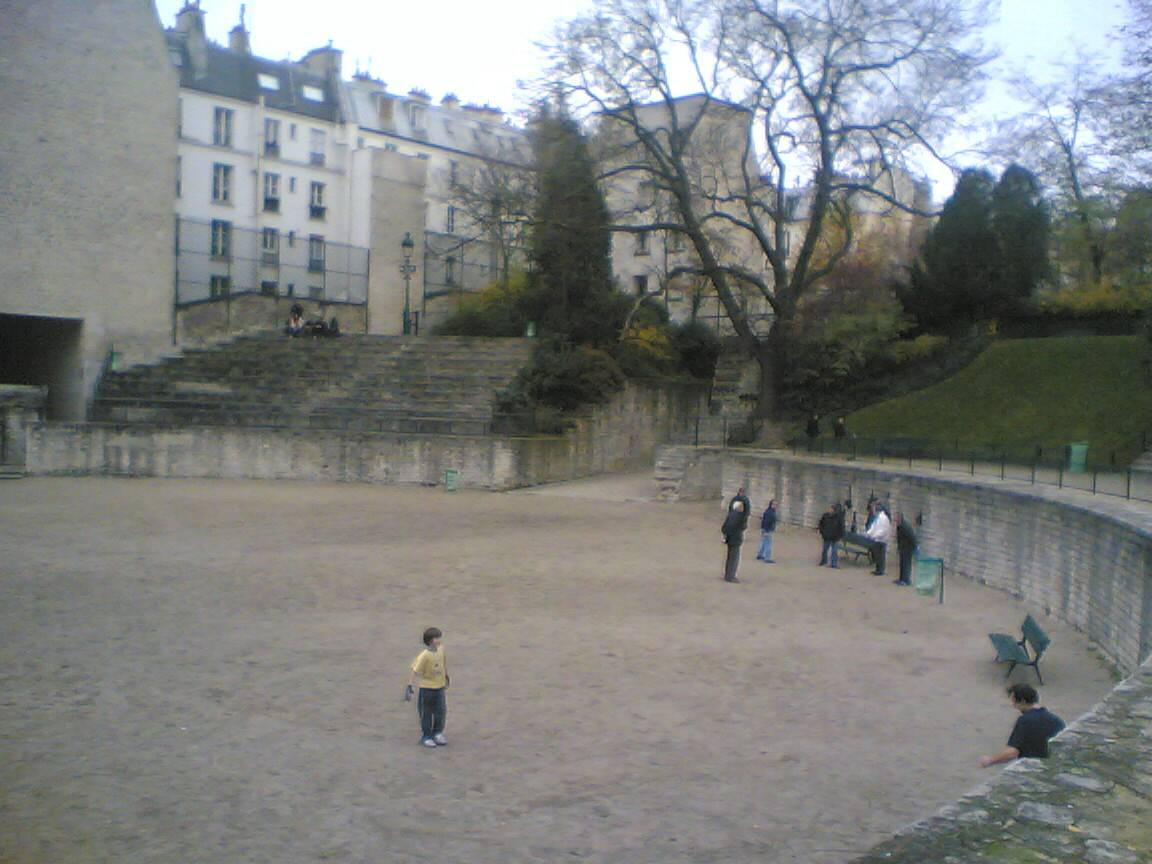
Арени Лютеції в наші дні

У ході археологічних розкопок було виявлено різні громадські будівлі. Був знайдений форум, що займав дві інсули, у центрі якого був двір і храм, а на сході стояла базиліка. Скоріше за все форум був з усіх боків оточений аркадами і крамницями. Також був виявлений амфітеатр трохи віддалік міста і театр в центрі. Театр, розкопаний в 1861—1884 роках, займав одну інсулу й зі своїм півколом і прямокутної сценою є типовою давньоримським будівлею. Він був побудований в I столітті н. е. та знесений у IV столітті.

## Терми

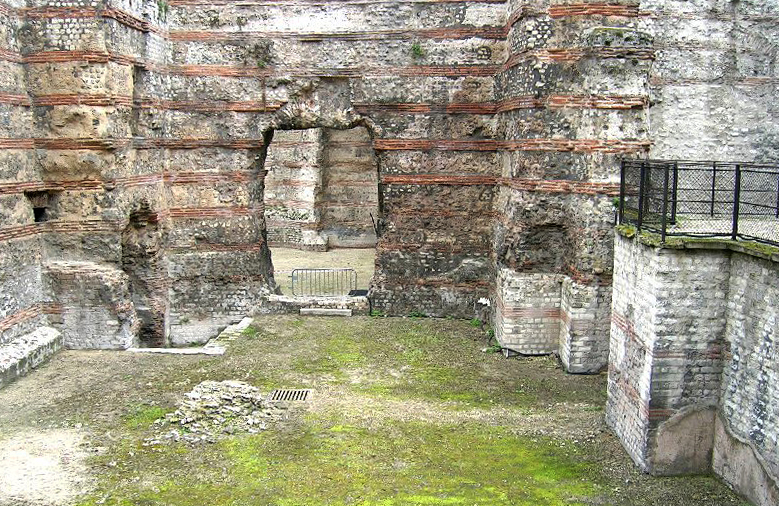
Терми Клюні в Латинському кварталі

Дотепер було виявлено три великі терми. Терми Клюні стоять і досі, над одним із залів зберігся навіть опуклий дах. Ця будівля терм займала цілу інсулу й складалася з власне купального залу і двору, що знаходився трохи південніше. Терми Клюні — одна з найкраще збережених римських будівель північніше Альп, однак від внутрішнього оздоблення збереглося не багато. Стіни були облицьовані мармуром і частково розмальовані. Підлога теж була викладена мармуром та мозаїкою. Було знайдено мозаїку, що зображує Ероса з дельфіном.
Найбільша будівля стояла неподалік від Колеж де Франс в Латинському кварталі й займала дві інсули. Зараз будівля тільки частково розкопана, її датують I століттям н. е. Спершу в одній із інсул розташовувалися житлові приміщення, які згодом були перебудовані в зали терм. На жаль, від цього будинку збереглися не всі частини, тому неможливо скласти повний план. Третій купальний заклад Лютеції було виявлено на південь від форуму.
Для водопостачання міста було споруджено акведук завдовжки 26 км, велика частина його проходила під землею. Він пристосовувався під особливості місцевості, тому проходив не строго по прямій лінії від джерела до міста, а за траєкторією, що відповідає ландшафту. Тільки в долині річки Бьєвр акведук проходив над землею, стаючи мостовою конструкцією.

## Житлові приміщення
У різних частинах міста можна виявити залишки давньоримських споруд, але через те, що вони погано збереглися, неможливо скласти точну картину архітектурних споруд. Імовірно спочатку в місті переважали дерев'яні споруди, які пізніше замінили кам'яними будівлями. У деяких будинках збереглися підвали, гіпокауст (пристрої для обігріву приміщень) та залишки настінного живопису.
З ремісничих будівель також мало що збереглося до наших днів, виявлено лише дві гончарні. Проте відомо, що в Лютеції існували професії човняра, каменотеса і коваля, ця інформація була отримана зі збережених гробниць.

## Храми

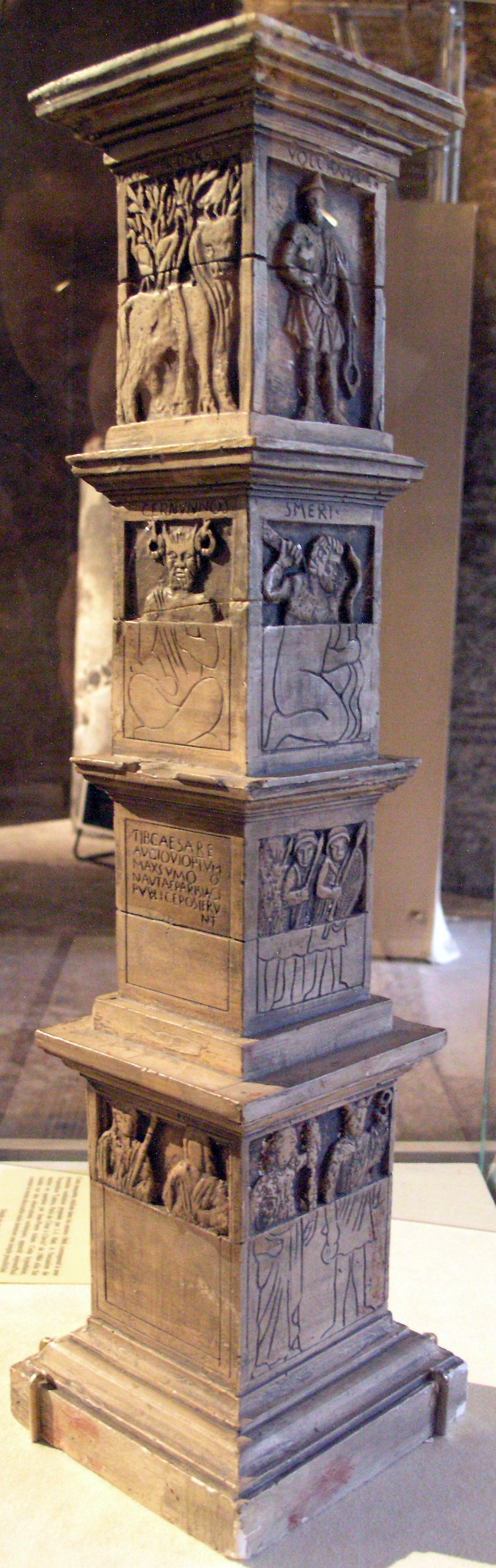
Корабельна колона

Крім храму на площі форуму, інші храми досі виявити не вдалося. Однак поза міста були знайдені дві культові споруди. Одна з них є галло-римським комплексом храмів на честь Марса. Інша споруда — храм Меркурія на місці нинішньої базиліки Сакре-Кер на пагорбі Монмартр.

## Корабельна колона
Особливою пам'яткою Лютеції є так звана «Корабельна колона» (лат. Nautae Parisiaci), фрагменти якої було знайдено під Собором Паризької богоматері. На колоні зображені кельтські й римські божества (Марс, Меркурій, Венера). Пам'ятку вдалося датувати за написами часів імператора Тіберія (14-37 р. н. е.) . Таким чином Корабельна колона є найдавнішою скульптурою Франції, що збереглася до сьогодні. Уціліли лише чотири її фрагменти.

## Пізня античність

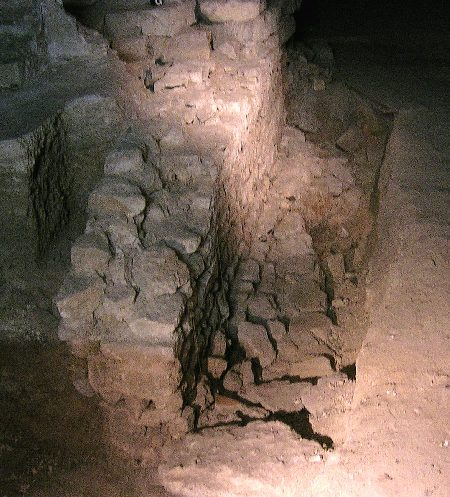
Античні руїни під Нотр-Дамом

Незважаючи на значимість та розмір міста, Лютеція не мала міського муру. Коли в III столітті політична ситуація в Галлії почала погіршуватися, місто скоротило свої розміри і повністю розмістилося на острові Сіте. Полишені частини міста тепер використовували як терен для кладовища, але, за певними свідченнями, частина міста на лівому березі залишалася заселеною.
Назва Париж вперше згадується приблизно в 300 році. Тривалий час Лютеція зберігала важливу політичну роль: з 355 року тут знаходиться резиденція цезаря Юліана, який у 360 році був проголошений Августом. У 365—366 роках Лютеція була резиденцією Німецьких кампаній Валентиніана I. На острові Сіте можна знайти залишки палацу, про який імовірно згадує Юліан Відступник, та цитаделі, яку використовували і в Середньовіччі. У IV столітті навколо міста звели міський мур, що зберігся до раннього Середньовіччя.
Про період виникнення християнства в місті відомо небагато. Під Нотр-Дамом знаходяться залишки церкви часів меровінгів, базиліки Сен-Етьєн. Протягом довгого часу припускали, що під цією будівлею повинна була знаходиться римська церква, але розкопки не підтвердили цієї версії. До III століття тут стояли будинки багатих мешканців. Першим єпископом Парижа називають святого Діонісія.

## Хронологія
- Травень 52 р. до н. е. — Лютецька битва. Перемога Тита Лабієна, легата Юлія Цезаря, над кельтськими племенами сенонів та паризіїв. Кельти самі спалили мости й дерев'яне місто, аби не здати його нападникам. Після пожежі римляни відбудували місто за своїми зразками.
- Між 14 та 37 роками — спорудження «Корабельної колони» на честь Юпітера.
- Між 50 та 100 роками н. е. — спорудження форуму Лютеції.
- 65-66 — надзвичайно холодна зима.
- Між 100 та 200 роками — спорудження в Лютеції трьох римських терм та акведука, а також амфітеатру на 17 000 місць та театру на 3000 місць.
- Близько 250 р. — загибель першого єпископа Парижа Діонісія Паризького. Він був страчений на Монмартрському пагорбі й, за легендою, підібрав свою відрубану голову та прокрокував до місця своєї могили.
- 275 або 276 р. — інвазія германців, які захопили Лівий берег Сени.
- 291—292 р. — особливо холодна зима. Сена повністю під кригою.
- Близько 300 р. — Лютеція стає називатися Парижем.